# Библиотека Лауренциана
Библиотека Медичи Лауренциана, Библиотека Лауренциана (лат. Biblioteca Medicea Laurenziana) — государственная библиотека Италии, знаменитая своими манускриптами. Находится во Флоренции, примыкает с западной стороны к клуатру базилики Сан-Лоренцо. Содержит более 11 000 рукописей и 4500 старопечатных книг. Библиотека была создана во времена правления Медичи. Библиотека была открыта в 1571 году. Своё название «Лауренциана» получила в честь Лоренцо Медичи Великолепного, значительно обогатившего фонды библиотеки своего деда Козимо Медичи Старого.

## История собрания
Козимо Медичи Старый основал домашнюю библиотеку в 1444 году на основе собственного обширного собрания рукописей. После смерти своего друга, гуманиста и библиофила, Никколо Никколи в 1437 году, также увлекавшегося древними рукописями, Козимо унаследовал его собрание, которое он частично передал в монастырь Сан-Марко. Когда в 1497 году Медичи были изгнаны из Флоренции, библиотека перешла в собственность Синьории и была отправлена в монастырь Сан-Марко. После возвращения во Флоренцию в 1512 году Медичи вернули себе власть в городе, а также коллекцию книг, манускриптов и произведений искусства.

## История здания

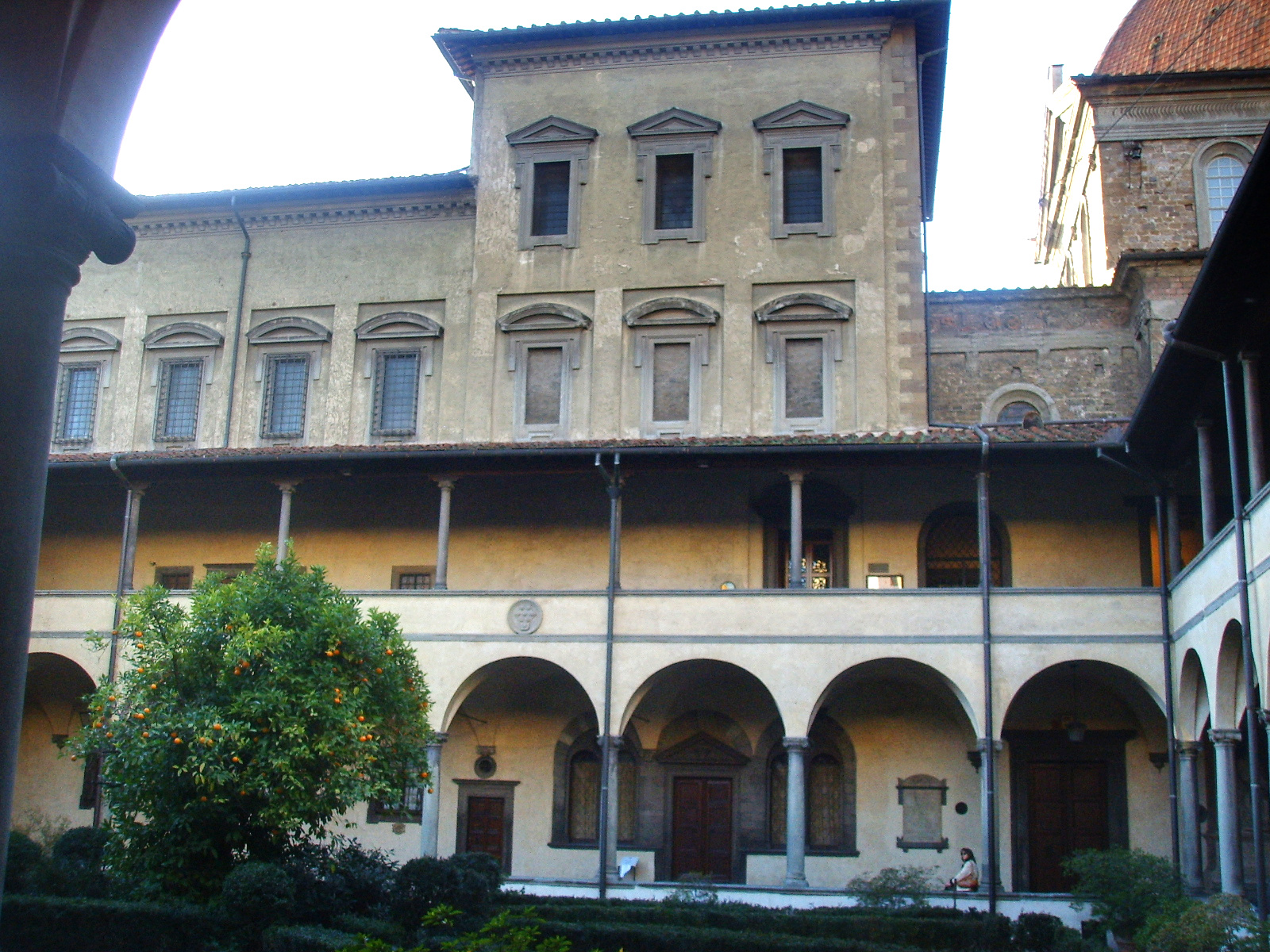
Внешний вид библиотеки

Джулио Медичи (1478—1534), племянник Лоренцо I Великолепного, давшего имя библиотеке, в 1523 году стал папой римским под именем Климента VII. В 1524 году он поручил Микеланджело Буонарроти строительство здания для семейной библиотеки. Строительство началось в 1525 году. Однако, когда в 1534 году Микеланджело покинул Флоренцию, были завершены только стены читального зала. Работы продолжили на основе планов и устных инструкций Микеланджело Никколо Триболо, Джорджо Вазари и Бартоломео Амманати. Библиотека была открыта в 1571 году. В 1841 году некоторые изменения и добавления внёс неоклассический архитектор Паскуале Поччанти.

## Архитектура
Библиотека Лауренциана — одно из важнейших архитектурных достижений Микеланджело. Даже современники осознавали, что нововведения в этом проекте имеют принципиальное значение для развития архитектурной мысли того времени.

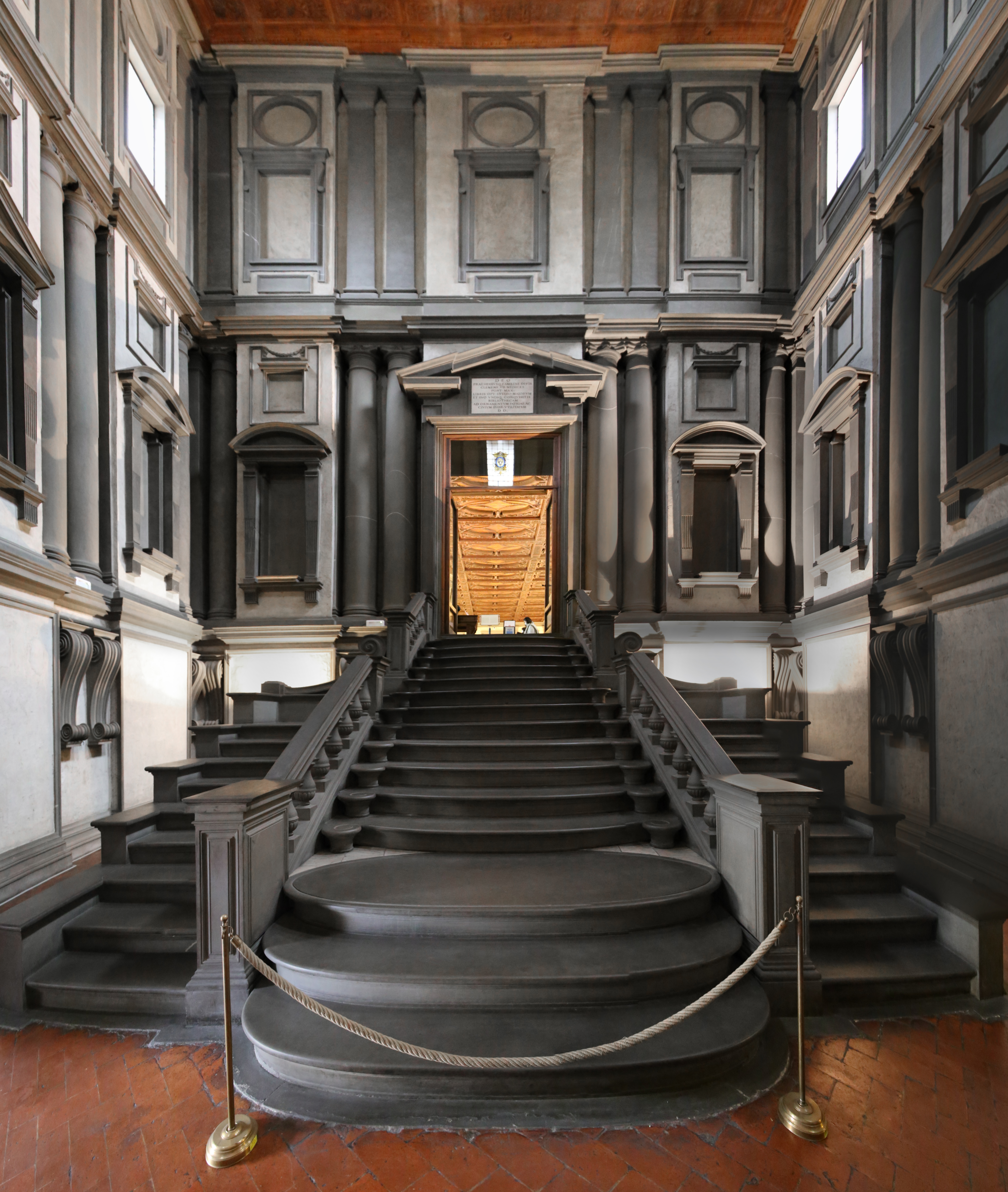
Лестница вестибюля Библиотеки. 1555—1571. Б. Амманати по проекту Микеланджело

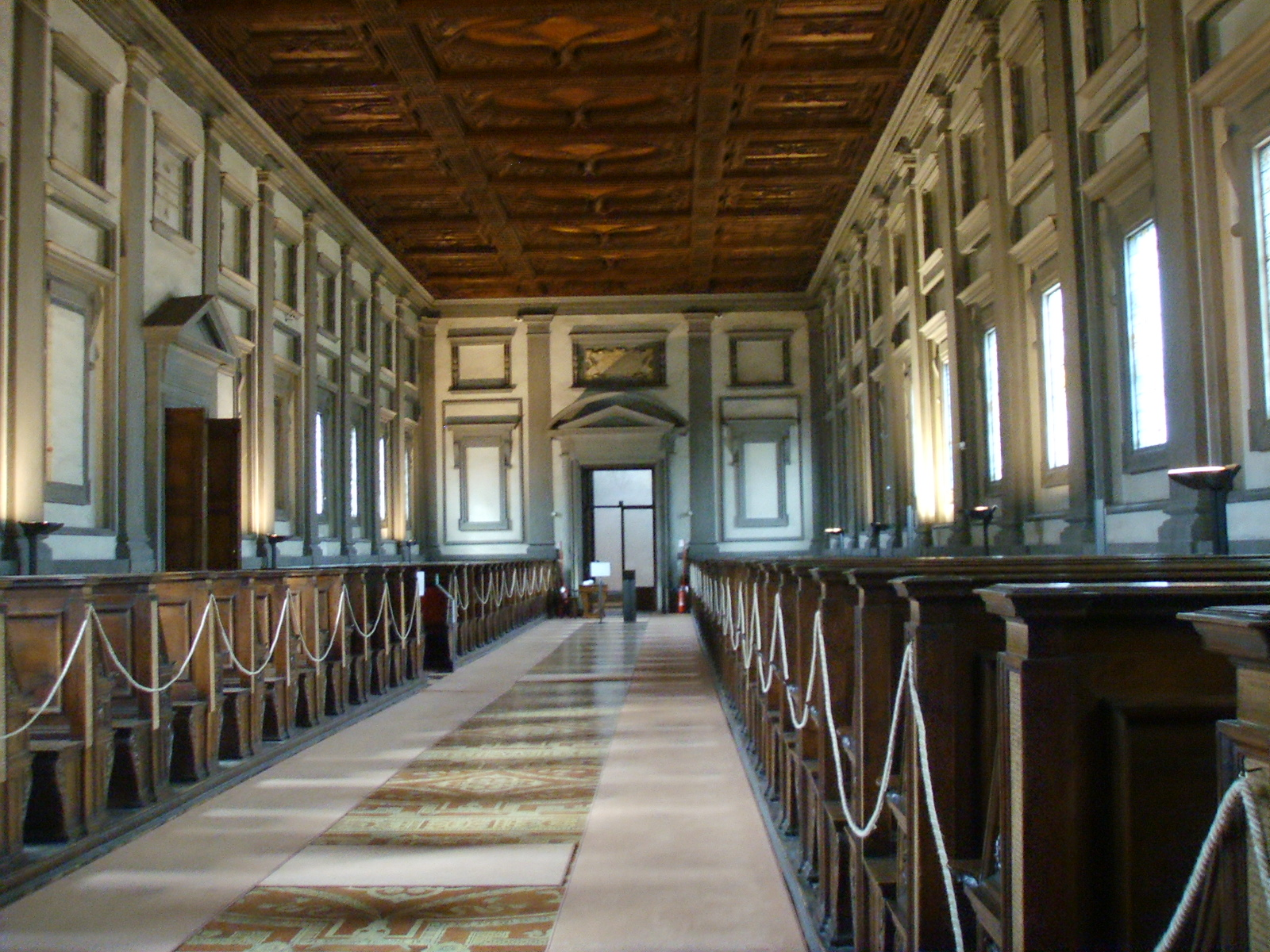
Интерьер читального зала Библиотеки

Вестибюль библиотеки, также известный как «ричетто» (лат. ricetto — приют, убежище), очень небольшой по размеру, он имеет длину 10,50 м, ширину 10,50 м и высоту 14,6 м. Он был встроен над существовавшими помещениями на восточной стороне монастырского клуатра (кьостро), с входом на уровне второго этажа. Окна верхнего этажа были встроены в западную стену. На этапе проектирования план вестибюля кардинально изменился. Вначале, в 1524 году, у боковых стен размещались два лестничных пролёта перед дверью читального зала второго этажа. Через год лестницу перенесли в середину вестибюля. Завершавший строительство Бартоломео Амманати в меру своих сил и представлений попытался интерпретировать идеи Микеланджело, используя небольшую глиняную модель, присланную выдающимся мастером из Рима в 1559 году.
В итоге, в вестибюле библиотеки возникло нечто необъяснимое с точки зрения классических правил и элементарной логики. Якоб Буркхардт назвал вестибюль «необъяснимой шуткой великого мастера». И действительно, писал историк искусства Б. Р. Виппер, используя, казалось бы, «традиционные элементы классического стиля, Микеланджело отнимает у них присущие им традиционные функции». Колонны сдвоены (этот приём в обычной ситуации означает усиление конструктивного элемента), но они «запрятаны, как пленники, в углубления стены, не имеют капителей и не опираются на лёгкие, висящие под ними консоли. Стены расчленены мнимыми окнами и ничем не заполненными нишами». Но более всего удивляет сама лестница. Дж. Вазари назвал её «плавной и текучей». Но по остроумному замечанию Буркхардта, «она пригодна только для тех, кто хочет сломать себе шею». По сторонам, где это особенно нужно, у неё нет перил, зато они есть в середине, но слишком низкие, чтобы на них можно было опереться. Ступени завершены совершенно бесполезными завитками на углах. Сама по себе лестница заполняет почти всё свободное пространство вестибюля, что противоречит здравому смыслу, она «не только не завлекает» или приглашает посетителя подняться в зал библиотеки, «а лишь задерживает его, преграждает ему путь».
Перенесение лестницы в середину вестибюля было изменением первоначального проекта, которое позволил себе Амманати, а заглубление колонн в стены и появление глухих окон (был запланирован световой люк на потолке) также было вынужденной мерой, поскольку вестибюль пришлось встраивать в готовые стены. Тем не менее, архитектура вестибюля библиотеки стала рубежной, завершающей эпоху Возрождения, и открывающей новые течения в итальянской и всей западноевропейской архитектуре. В большинстве источников её относят к раннему маньеризму. В словаре В. Г. Власова, использована иная интерпретация, следующая высказываниям И. Э. Грабаря, относящая это произведение к раннему барокко.

## Фонды библиотеки
Фонды Библиотеки Лауренциана составляют около 150 000 книг, среди которых ценнейшие инкунабулы XV века, издания XVI века, а также около 11 000 рукописей и 2 500 папирусов. В библиотеке хранятся Флорентийский кодекс, Евангелие Рабулы VI века, Амиатинский кодекс, Codex Squarcialupi и фрагмент папируса Эринны, содержащий стихи предполагаемой подруги Сапфо.

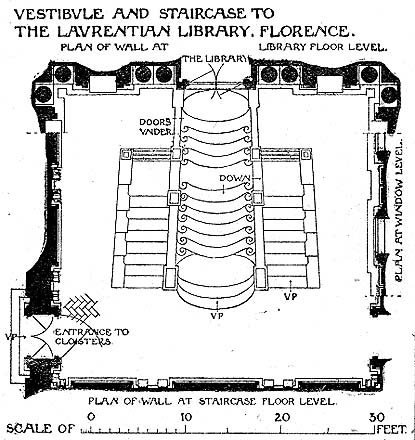
План вестибюля
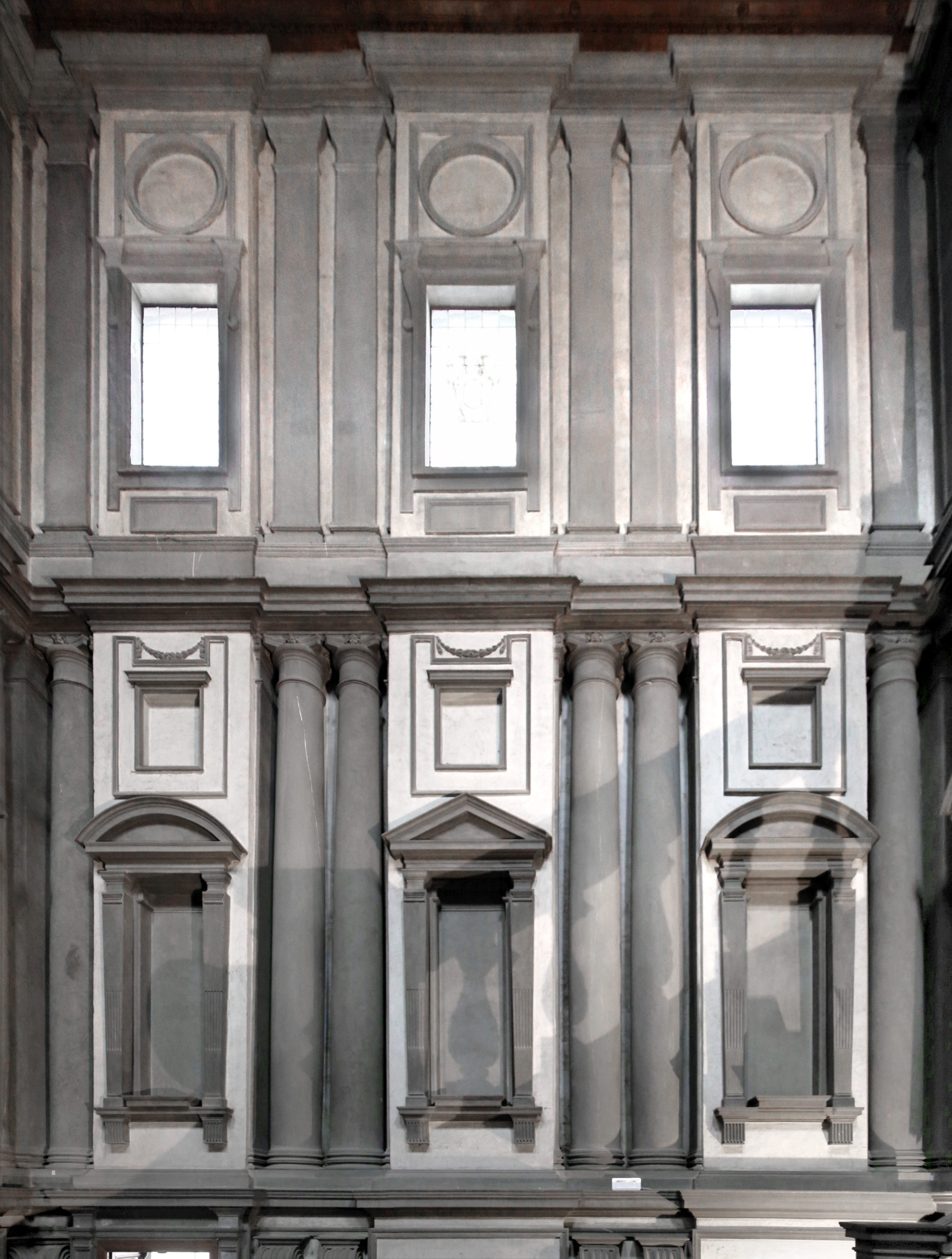
Вестибюль Библиотеки. Архивная фотография
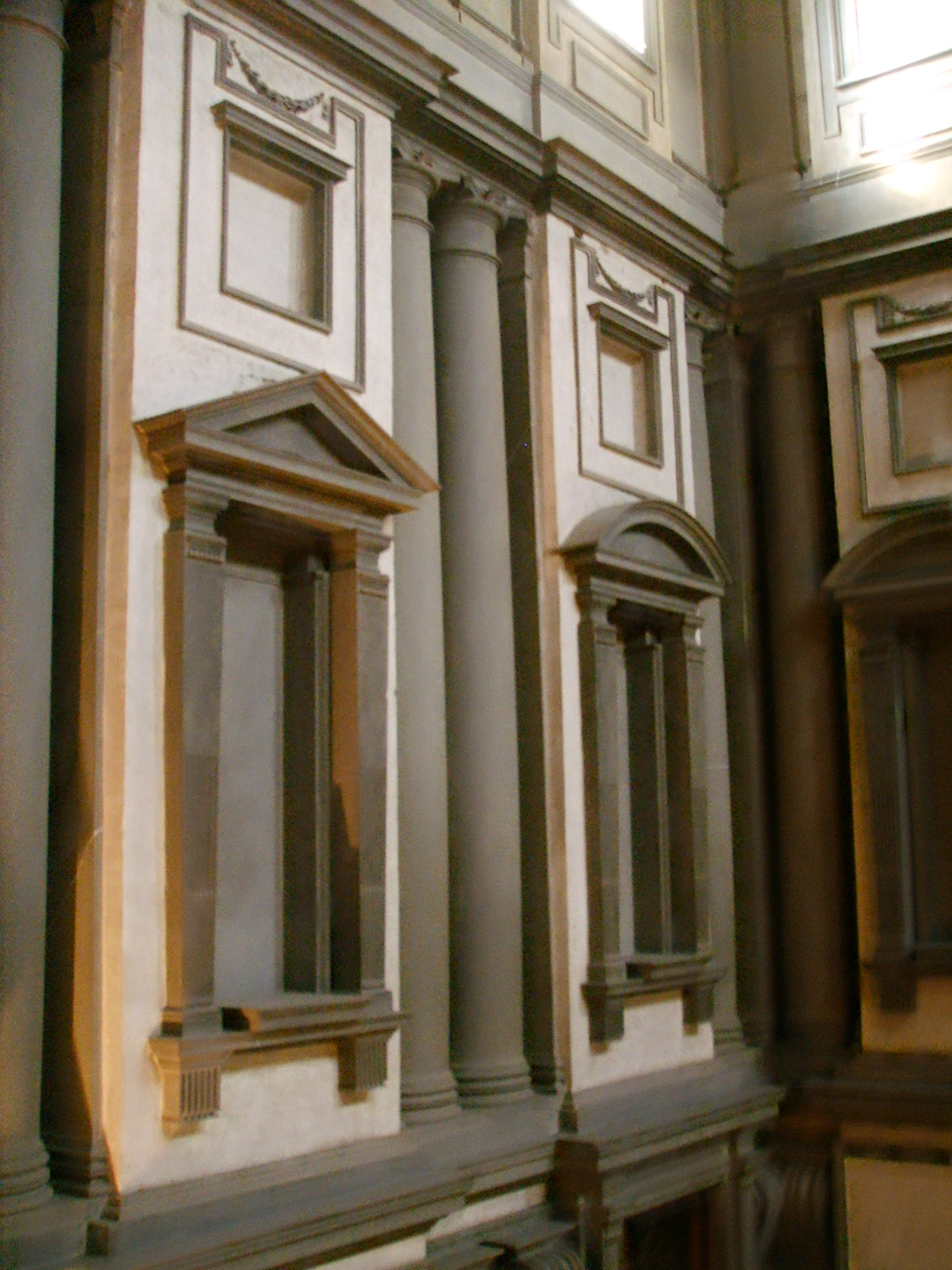
Боковая стена
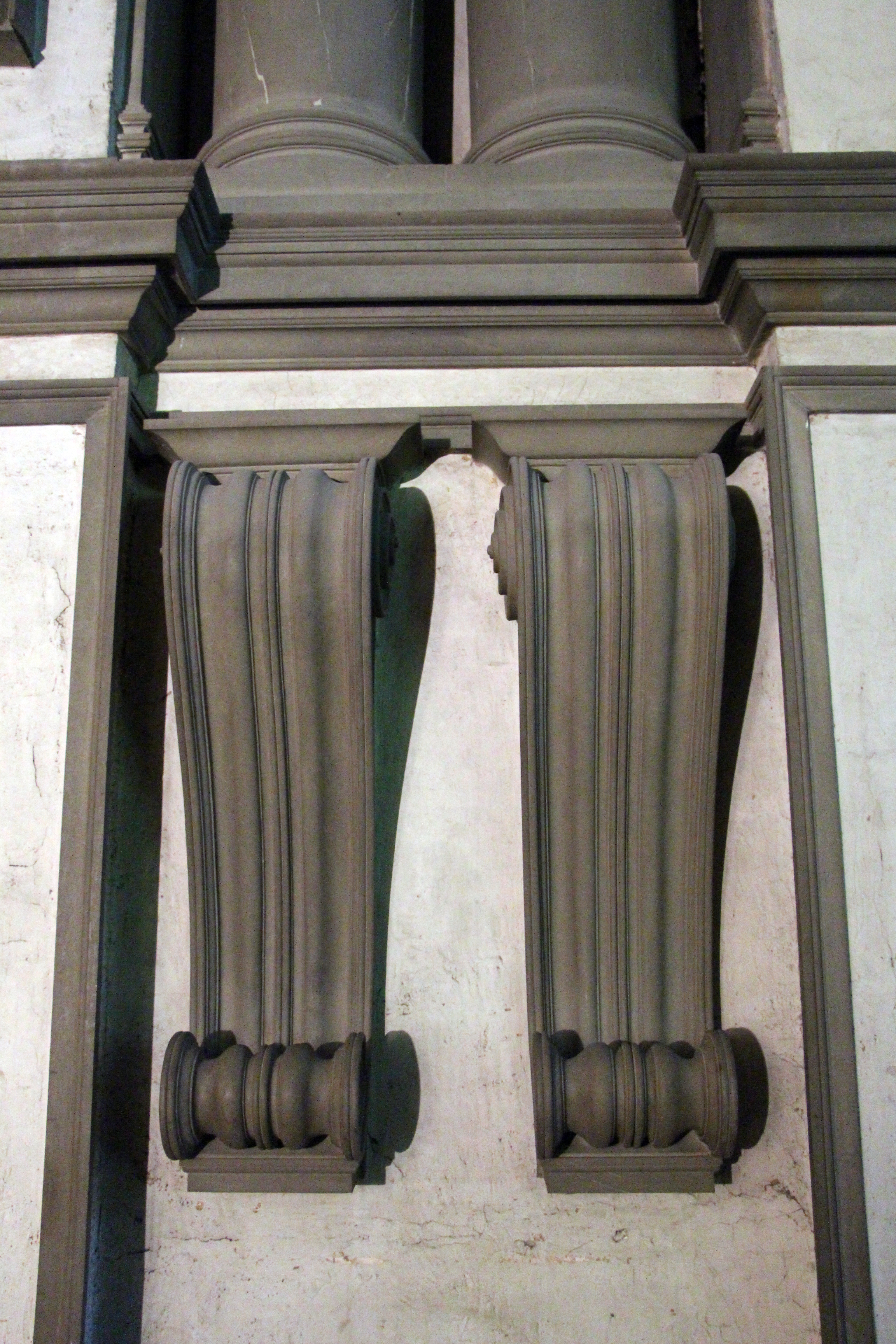
Волюты-консоли
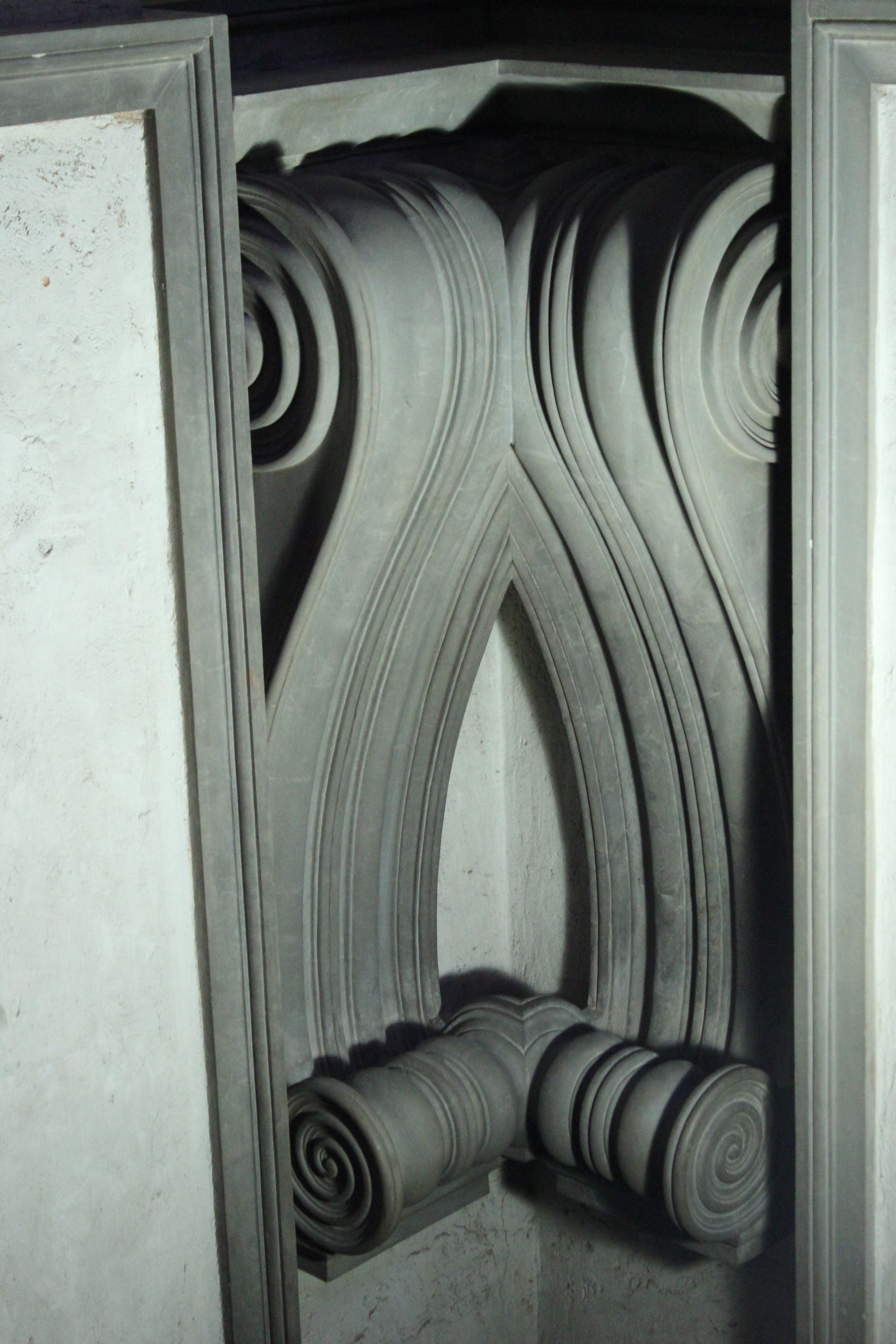
Угловые волюты